# Elhovo
Elhovo (in bulgaro Елхово?) è un comune bulgaro situato nel distretto di Jambol di 20 280 abitanti (dati 2009). La sede comunale è nella località omonima

## Località
Il comune è formato dall'insieme delle seguenti località:
- Elhovo (Sede comunale)
- Borisovo
- Bojanovo
- Černozem
- Dobrič
- Goljam Dervent
- Granitovo
- Izgrev
- Kirilovo
- Lalkovo
- Lesovo
- Malăk manastir
- Malko Kirilovo
- Malomirovo
- Melnica
- Pčela
- Razdel
- Slavejkovo
- Strojno
- Trănkovo
- Vălča poljana
- Žrebino